# Altamira, Nuevo León
Altamira är en ort i Mexiko.   Den ligger i kommunen Los Ramones och delstaten Nuevo León, i den centrala delen av landet, 700 km norr om huvudstaden Mexico City. Altamira ligger 219 meter över havet och antalet invånare är 270.
Terrängen runt Altamira är huvudsakligen platt, men västerut är den kuperad. Terrängen runt Altamira sluttar österut. Runt Altamira är det mycket glesbefolkat, med 5 invånare per kvadratkilometer. Närmaste större samhälle är Hidalgo, 18,7 km norr om Altamira. Trakten runt Altamira består i huvudsak av gräsmarker.